# Pico do Itajuru
O pico do Itajuru é uma formação rochosa localizada no município de Muriaé. Fica no Parque Estadual Serra do Brigadeiro e tem 1.580 metros de altitude.
Fica no distrito de Belisário, a 48 quilômetros da sede do município. É o ponto culminante de Muriaé e abriga espécies em extinção, como o mono-carvoeiro.